# Ceratozamia kuesteriana
Ceratozamia kuesteriana är en kärlväxtart som beskrevs av Eduard August von Regel. Ceratozamia kuesteriana ingår i släktet Ceratozamia och familjen Zamiaceae. IUCN kategoriserar arten globalt som akut hotad. Inga underarter finns listade i Catalogue of Life.